# Smerekowiec
Smerekowiec (j. łemkowski Смерековец) – wieś w Polsce położona w województwie małopolskim, w powiecie gorlickim, w gminie Uście Gorlickie.
W latach 1975–1998 miejscowość administracyjnie należała do województwa nowosądeckiego. Integralne części miejscowości: Niżny Koniec, Wyżny Koniec.

## Zabytki
Obiekt wpisany do rejestru zabytków nieruchomych województwa małopolskiego.
- cerkiew św. Michała Archanioła, murowana cerkiew łemkowska wzniesiona w 1818 roku, która od 1974 jest siedzibą rzymskokatolickiej parafii św. Michała Archanioła, należącej do dekanatu Gorlice w diecezji rzeszowskiej;
- cmentarz wojenny nr 56 i cmentarz wyznaniowy.

## Osoby związane z miejscowością
- Jan Astriab.

## Sport i turystyka
- klub piłkarski LKS „Torcida” Smerekowiec od 2006 roku,
- wyciąg narciarski.

## Szlaki piesze
- Kozie Żebro (847 m n.p.m.) – Skwirtne – Smerekowiec – Schronisko PTTK na Magurze Małastowskiej – Przełęcz Zdżar (550 m n.p.m.) (Szlak im. Wincentego Pola)